# São Martinho de Silvares
São Martinho de Silvares es una freguesia portuguesa del concelho de Fafe, con 5,53 km² de superficie y 1.451 habitantes (2001). Su densidad de población es de 262,4 hab/km².